# Pygoscelis papua papua
Pygoscelis papua papua este una dintre cele două subspecii cunoscute ale pinguinului măgar.